# St. Josef (Hanau)

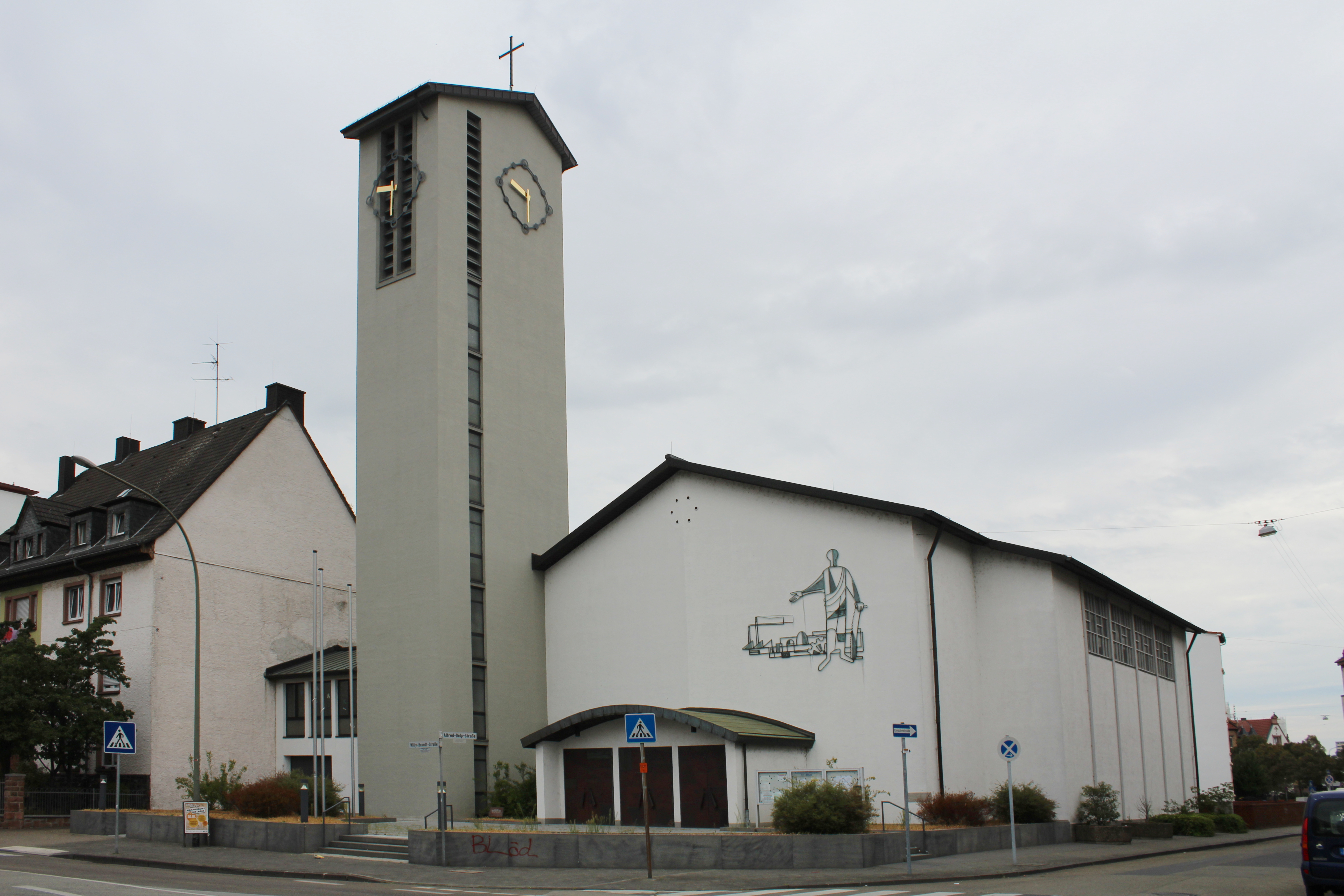
Die katholische Kirche St. Josef in Hanau

Die römisch-katholische Filialkirche St. Josef ist ein im Stil der Moderne errichtetes Kirchengebäude im südhessischen Hanau. Die Kirchengemeinde gehört zur Großpfarrei „St. Klara und Franziskus Hanau-Großkrotzenburg“ im Dekanat Hanau im Bistum Fulda.

## Geografische Lage
Das Kirchengebäude liegt im Südosten von Hanau auf dem Eckgrundstück der Einmündung der Alfred-Delp-Straße in die Willy-Brandt-Straße mit der Eingangsfassade zu letzterer.

## Geschichte
Das heutige Kirchengebäude wurde 1958 fertiggestellt und geweiht. Es ersetzte einen im Jahr 1932 an gleicher Stelle errichteten Vorgängerbau, der ebenfalls das Patrozinium des Heiligen Josef von Nazareth trug. Neben der gleichnamigen deutschsprachigen Kirchengemeinde wird das Gotteshaus auch von den Gemeinden kroatischer und spanischer Sprache in Hanau genutzt.

## Baubeschreibung
Die Kirche St. Josef ist eine Hallenkirche, die im Stil der Moderne errichtet wurde. Das Kirchengebäude gliedert sich in ein von Südwesten nach Nordosten ausgerichtetes Langhaus und einen im Westen daran anschließenden Glockenturm. Über dem Kirchenportal ist eine Darstellung des Heiligen Josef angebracht, die ihn als Patron der Arbeiter zeigt, der seine Hand schützend über einem Industriegebiet ausbreitet.